# 2004 VA131
2004 VA131, também escrito como 2004 VA131, é um objeto transnetuniano que está localizado no Cinturão de Kuiper, uma região do Sistema Solar. Este corpo celeste é classificado como um cubewano. Ele possui uma magnitude absoluta de 7,3 e tem um diâmetro estimado com 153 km.

## Descoberta
2004 VA131 foi descoberto no dia 9 de novembro de 2004 pelo astrônomo B. Gladman.

## Órbita
A órbita de 2004 VA131 tem uma excentricidade de 0,094 e possui um semieixo maior de 45,458 UA. O seu periélio leva o mesmo a uma distância de 41,183 UA em relação ao Sol e seu afélio a 49,734 UA.